# Старомайорское
Старомайо́рское (укр. Старомайорське) — село в Великоновосёлковской поселковой общине Волновахского района Донецкой области Украины.

## География
Село расположено на левом берегу реки Мокрые Ялы.

## Население
Население по переписи 2001 года составляло 840 человек, из них 62,62 % отметили родной язык украинский, 37,14 % — русский и 0,24 % — белорусский язык.

## История

### Период Российской империи и СССР
Деревня основана в начале XVIII века. Казацкое поселение относилось к Кальмиусской паланки Запорожской Сечи.
По данным на 1859 год в владельческом селе Майорское Александровского уезда Екатеринославской губернии проживало 885 человек (435 мужчин и 450 женщин), насчитывалось 136 дворовых хозяйств, действовали православная церковь и завод, проходили 2 ярмарки в год.
По состоянию на 1886 год в бывшем владельческом селе Майорское, центре Майорской волости Мариупольского уезда Екатеринославской губернии, проживало 1371 человек, насчитывалось 83 дворовых хозяйств. В селе были православная церковь, школа, лавка, 2 винных погреба.
По переписи 1897 количество жителей возросло до 1093 человек (571 мужского пола и 522 женского). В 1908 году в селе проживало 1102 человека (541 мужского пола и 561 женского), насчитывалось 204 дворовых хозяйства.
Во время революции 1905—1907 годов крестьяне разгромили имение местного помещика.
В марте 1918 года в селе установлена советская власть, создан ревком, образован военно-революционный штаб с целью мобилизовать население на борьбу с белогвардейцами. 140 жителей села в мае 1919 года вступили в партизанский отряд в составе 9-го Заднепровского Советского полка. 19 мая в бою под Старым Керменчиком (ныне Старомлиновка) погибло 13 жителей села.
В 1922 году в селе создана коммуна «Пробуждение», а два года спустя — коммуна им. Петровского. Обе коммуны в 1930 году преобразованы в сельскохозяйственные артели.
190 жителей Старомайорского ушли сражаться на фронтах Великой Отечественной войны, из них 110 погибли, 136 награждены орденами и медалями.
В селе воздвигнут памятник участникам Гражданской войны и обелиск в честь павших во Второй мировой войне. Памятник также установлен 22 воинам Красной армии, отдавшим жизнь за освобождение села.
В 1975 году село являлось центром сельсовета, которому также были подчинены населённые пункты Макаровка, Ровнополь, Сторожевое, Урожайное. В Старомайорское было 370 дворов, населения составляло 1014 человек. Село было центром колхоза «Правда», образованного в 1961 году на базе артелей. За колхозом было закреплено 6084 га сельскохозяйственных угодий, в том числе 5089 га пахотных земель, 195 га поливных. Колхоз занимался выращиванием зерновых культур и мясо-молочным животноводством. Главный зоотехник колхоза П. Н. Коряченко избиралась депутатом Верховного Совета СССР 7-го созыва.
По данным на 1975 год в Старомайорском действовали: средняя школа, детские ясли-сад, дом культуры, две библиотеки, отделение связи, два магазина, мастерская бытового обслуживания, кафе, аптека, больница на 90 коек.

### Период независимой Украины
17 июля 2020 года, в результате административно-территориальной реформы и ликвидации Великоновоселковского района, село вошло в состав Великоновоселковской поселковой общины Волновахского района.

### Российско-украинская война
В начале марта 2022 года Старомайорское было оккупировано российскими войсками. 27 июля 2023 года, в ходе контрнаступления ВСУ, подразделения 35-й бригады морской пехоты и бойцы 7 батальона «Арей» 129 Криворожской бригады терробороны освободили село. В боях также участвовали отряды 3-го полка спецназначения, выбившие из села части российского 247-го парашютно-десантного полка.